# 山口屋忠助
山口屋 忠助（やまぐちや ちゅうすけ、生没年不詳）は江戸時代の江戸の地本問屋。

## 来歴
山口屋忠右衛門の子。寛政から天保期に馬喰町2丁目及び3丁目で営業しており、寛政期における代表的な版元であった。喜多川歌麿や鳥文斎栄之、鳥高斎栄昌の錦絵を出版している。文化元年（1804年）5月16日、歌川豊国が太閤記を題材に描いた錦絵『賤ケ嶽七本槍の図』によって、所払いのうえ、絵と版木没収、十五貫文の過料の刑を受けた。

## 作品
- 喜多川歌麿 『名物御せんべい』 大判 錦絵 寛政後期
- 鳥文斎栄之 『青楼四季戯』 横大倍判 錦絵 寛政後期ころ
- 鳥高斎栄昌 『廓中美人競』大判 錦絵揃物 寛政後期
- 鳥高斎栄昌 『当世三美人』大判 錦絵揃物 寛政後期